# Prijeko Brdo
Prijeko Brdo je naseljeno mjesto u sastavu općine Gračanica, Federacija Bosne i Hercegovine, BiH.

## Stanovništvo
| Prijeko Brdo       |            |
| godina popisa      | 1991.      |
| Muslimani          | 337 (100%) |
| Srbi               | 0          |
| Hrvati             | 0          |
| Jugoslaveni        | 0          |
| ostali i nepoznato | 0          |
| ukupno             | 337        |